# Stargirl (film)
Stargirl is een Amerikaanse film uit 2020, geregisseerd door Julia Hart, gebaseerd op het gelijknamig boek van Jerry Spinelli en gestreamd op Disney+.

## Verhaal
Leo Borlock is een zestienjarige jongen die trompet speelt in de lokale showband en probeert zo onopvallend mogelijk door het leven te gaan. Zijn leven verandert grondig wanneer een nieuw en extravagant meisje, genaamd Stargirl, haar intrede doet op de middelbare school.

## Rolverdeling
| Acteur                | Personage       |
| --------------------- | --------------- |
| Grace VanderWaal      | Stargirl        |
| Graham Verchere       | Leo Borlock     |
| Giancarlo Esposito    | Archie Brubaker |
| Karan Brar            | Kevin Singh     |
| Darby Stanchfield     | Gloria Borlock  |
| Maximiliano Hernández | Mr. Robineau    |

## Productie
Op 15 juli 2015 werd aangekondigd dat regisseur Catherine Hardwicke een bewerking van Jerry Spinelli's roman Stargirl voor Walt Disney Pictures zou regisseren. Het scenario werd oorspronkelijk geschreven door Kristin Hahn, die de film ook zou produceren. Op 8 februari 2018 werd aangekondigd dat een nieuwe versie van het scenario was ontwikkeld en dat Hardwicke zou worden vervangen door Julia Hart als regisseur en dat de film zou in première gaan op Disney+, de streamingdienst van Disney die eind 2019 werd gelanceerd.
In 2015 werd aangekondigd dat Joey King en Charlie Plummer de hoofdrollen als Stargirl en Leo zouden vertolken. In juni 2018 werd echter zangeres Grace VanderWaal gecast voor de hoofdrol. In augustus 2018 werd Graham Verchere gecast als Leo en in september 2018 werden Giancarlo Esposito, Karan Brar, Darby Stanchfield en Maximiliano Hernández toegevoegd aan de cast. De filmopnamen ging door van september tot november 2018 in New Mexico.

### Release en ontvangst
Stargirl ging op 13 maart 2020 in première op de streamingdienst Disney+ en kreeg overwegend positieve kritieken van de filmcritici met een score van 70% op Rotten Tomatoes, gebaseerd op 30 beoordelingen.